# Клименцы (Пермский край)
Клименцы — упразднённая деревня в Частинском муниципальном округе Пермского края России.

## Название
Первоначально, по данным историка-медиевиста, ономаста Е. Н. Шумилова, «починок Палёный Ключ, он же Верх-Кононовки». На карте Стрельбицкого 1871 года — Верх Кононовка.
В «Списке населённых мест Российской империи по сведениям 1859—1873 годов» упоминается как починок
Паленой Ключ (Васята, Климов). В «Списке населённых мест Пермской губернии 1909 года» — Паленый Ключ (Клименцы)..

## География
Урочище расположено в северной части Частинского района на реке Кононовка, на расстоянии примерно 17 километров по прямой на север от села Частые.

## История
Известна с 1816 год как починок. В нём тогда жил Клементей Лукоянов сын Долганов.

## Климат
Климат умеренно континентальный, с холодной и продолжительной зимой и тёплым коротким летом. Средняя годовая температура воздуха составляет 1,9 °C. Самым тёплым месяцем является июль (18,7 °C), самым холодным — январь (−14,6 °C), абсолютный максимум достигает 38 °C, абсолютный минимум — −48 °C. Последние весенние заморозки приходятся в среднем на 23 мая, первые осенние — на 18 сентября. Продолжительность безморозного периода составляет 117 дней. Снежный покров устанавливается в среднем к 6-9 ноября, первое появление снега отмечено 14-20 октября. Средняя многолетняя высота снежного покрова достигает 55 см. Снежный покров держится 161 день. Сход снега наблюдается в конце апреля — начале мая..

## История
До упразднения уездно-губернского деления входило в состав Шлыковской волости Оханского уезда Пермской губернии.
К 1928 году деревня входила в: Уральская область, Сарапульский округ, Частинский район, Санниковский сельсовет

## Население
К 1909 году проживали 108 человек (50 мужчин,
58 женщин), православные.
К 1928 году проживали 116 человек (55 мужчин,
61 женщина), все 100 % — русские

## Известные уроженцы, жители
- Абашев, Фёдор Фёдорович (1908—1977) — советский военачальник, участник Великой Отечественной и Корейской войн.

## Инфраструктура
Личное подсобное хозяйство с зоной сельскохозяйственного использования, индивидуальная застройка усадебного типа.
К 1909 году — 20 дворов, к 1928 году — 29 домохозяйств.